# 예산읍
예산읍(禮山邑)은 예산군의 군청 소재지로 무한천의 지류와 안락산 지괴의 서남록에 위치하고 있으며, 서쪽 일면은 광막한 논밭 지대를 이루고 있다. 이 지방 농산물의 생산량이 많고 일찍부터 제사업이 생겨났으나, 대부분 가내 수공업에 불과하다. 장항선에 인접한 교통의 요지이다. 요즘은 예당저수지에 설치된 예당호 출렁다리가 관광명소가 되었다.

## 연혁
- 조선시대 : 군내면(郡內面)으로 칭하고 21개 리를 관할함
- 1914년 : 임성면(任城面)으로 개칭되고 13개 리를 관할함
- 1917년 : 예산면(禮山面)으로 개칭됨
- 1940년 11월 1일 : 예산읍으로 승격
- 1941년 6월 1일 : 행정리를 25개 리로 분할
- 1972년 3월 20일 : 행정리를 26개 리로 분할
- 1980년 5월 1일 : 행정리를 28개 리로 분할
- 1996년 11월 1일 : 행정리를 33개 리로 분할
- 2002년 4월 6일 : 행정리를 40개 리로 분할
- 2011년 7월 15일 : 행정리를 46개 리로 분할

## 행정 구역
| 법정리   | 행정리                                                                          | 비고                   |
| -------- | ------------------------------------------------------------------------------- | ---------------------- |
| 간양리   | 간양1리, 간양2리, 간양3리                                                       |                        |
| 관작리   | 관작리                                                                          |                        |
| 궁평리   | 궁평리                                                                          |                        |
| 대회리   | 대회리                                                                          |                        |
| 발연리   | 발연1리, 발연2리, 발연3리, 발연4리                                              |                        |
| 산성리   | 산성1리, 산성2리, 산성3리, 산성4리, 산성5리, 산성6리, 산성7리, 산성8리, 산성9리 |                        |
| 석양리   | 석양리                                                                          |                        |
| 수철리   | 수철리                                                                          |                        |
| 신례원리 | 신례원1리, 신례원2리, 신례원3리, 신례원4리, 신례원5리, 신례원6리, 신례원7리     |                        |
| 예산리   | 예산1리, 예산2리, 예산3리, 예산4리, 예산5리, 예산6리, 예산7리                   | 읍 행정복지센터 소재지 |
| 주교리   | 주교1리, 주교2리, 주교3리, 주교4리, 주교5리, 주교6리, 주교7리                   |                        |
| 창소리   | 창소1리, 창소2리, 창소3리                                                       |                        |
| 향천리   | 향천리                                                                          |                        |

## 주요 기관

### 학교
- 예산초등학교
- 예산중앙초등학교
- 금오초등학교
- 신례원초등학교
- 예산중학교
- 예산여자중학교
- 예산고등학교
- 예산여자고등학교
- 예산전자공업고등학교
- 공주대학교 예산 캠퍼스

### 관공서
- 예산군청
- 예산읍 행정복지센터
- 예산경찰서
- 대전지방법원 홍성지원 예산군법원
- 예산교육지원청
- 예산군보건소
- 한국전력공사 예산지사
- 예산고용복지플러스센터

### 의료 기관
- 예산명지병원
- 예산삼성병원
- 예산군보건소

### 생활 · 문화
- 예산군 가정복지회관
- 예산군 문예회관
- 예산문화원
- 예산군립도서관
- 예산군청소년수련원

## 교통

### 도로
- 국도 제21호선
- 국도 제32호선
- 지방도 제618호선

### 버스
- 예산종합터미널

### 철도
- 장항선 예산역, 신례원역

## 아파트
| 단지명         | 건설사         | 시행사         | 주소             | 입주       | 비고 |
| -------------- | -------------- | -------------- | ---------------- | ---------- | ---- |
| 예산 산성주공  | 삼정건설㈜     | 대한주택공사   | 아리랑로 77-6    | 2000년 5월 |      |
| 발연 리슈빌    | 계룡건설산업   | ㈜한별종합건설 | 벚꽃로155번길 50 | 2008년 1월 |      |
| 발연 우방유쉘  | C&우방㈜       | ㈜대륙산업개발 | 벚꽃로 175-17    | 2009년 7월 |      |
| 세광엔리치타워 | ㈜세광종합건설 | ㈜세광종합건설 | 아리랑로 93-8    | 2006년 9월 |      |